# Caumont (Aisne)
Caumont es una comuna francesa, situada en el departamento de Aisne, de la región de Alta Francia.

## Demografía
| 254 | 252 | 257 | 371 | 482 | 474 | 530 | 559 |
| Para los censos de 1962 a 1999 la población legal corresponde a la población sin duplicidades (Fuente: INSEE [Consultar]) |     |     |     |     |     |     |     |